# Formuladeildin (2008) – wyniki spotkań
Stale odbywają się rozgrywki 65 edycji Formuladeildin, czyli pierwszej ligi Wysp Owczych w piłce nożnej. Udział bierze 10 klubów z całego archipelagu. Impreza rozpoczęła się 29 marca 2008 meczem B36 Tórshavn z ÍF Fuglafjørður. Na każdą kolejkę składa się 5 meczów.

## Wyniki

### 1. część

#### 1. kolejka
| 29 marca 2008 17:00 | B36 Tórshavn · Nagy Tamás 13' · Odmar Færø 70' · Potemkin 81' 88' | 4:01:0 | ÍF Fuglafjørður | Gundadalur, Tórshavn Sędzia: Petur Reinert |
|                     |                                                                   |        |                 |                                            |

| 30 marca 2008 15:00 | NSÍ Runavík · Bogi Løkin 45' · Øssur Dalbúð 70' | 2:10:1 | B71 Sandoy · 12' Clayton | Við Løkin, Runavík Sędzia: Eiler Rasmussen |
|                     |                                                 |        |                          |                                            |

| 30 marca 2008 16:00 | EB/Streymur · Hans Pauli Samuelsen 24' · Bárður Olsen 38' · Levi Hanssen 44' · Fróði Clementsen 88' | 4:03:0 | KÍ Klaksvík | Við Márgáir, Streymnes Sędzia: Jens Petur Brattalíð |
|                     | |        |             |                                                     |

| 30 marca 2008 15:00 | HB Tórshavn · Mortan úr Hørg 25' · Hans á Lag 30' · Christian Jacobsen 53' 66' 75' · Jákup á Borg 54' · Andrew av Fløtum 67' 89' | 8:12:0 | Skála ÍF · 47' Obele Okeke | Gundadalur, Tórshavn Sędzia: Lars Müller |
|                     | |        |                            |                                          |

| 31 marca 2008 18:00 | Víkingur Gøta · Zoltán Bügszegi 23' · Niclas Niclasen 45' · Sverri Jacobsen 70' · Magnus Skoralíð 73' | 4:12:1 | B68 Toftir · 37' Jann Ingi Petersen | Sarpugerði, Gøta Sędzia: Rasin Djurhuus |
|                     | |        |                                     |                                         |

#### 2. kolejka[1]
| 19 kwietnia 2008 15:00 | B68 Toftir | 0:20:1 | NSÍ Runavík · Jónhard Frederiksberg 19' · Hjalgrím Elttør 87' | Svangaskarð, Toftir Sędzia: Petur Reinert |
|                        |            |        |                                                               |                                           |

| 20 kwietnia 2008 15:00 | B36 Tórshavn · Bergur Midjord 24' · Patrick Sunday Okoro 82' | 2:11:0 | Víkingur Gøta · 72' Andrias Olsen | Gundadalur, Tórshavn Sędzia: Rasin Djurhuus |
|                        |                                                              |        |                                   |                                             |

| 20 kwietnia 2008 15:00 | KÍ Klaksvík · Símun Joensen 10' | 1:21:0 | HB Tórshavn · 76' Andrew av Fløtum · 82' Mortan úr Hørg | Djúpumýri, Klaksvík Sędzia: Páll Aug |
|                        |                                 |        |                                                         |                                      |

| 20 kwietnia 2008 15:00 | B71 Sandoy · Wellington Soares 73' · Høgni Midjord 82' | 2:20:1 | EB/Streymur · 18' Arnbjørn Hansen · 63' Sorin Anghel | Inni í Dal, Sandur Sędzia: Rúni Gaardbo |
|                        |                                                        |        |                                                      |                                         |

| 20 kwietnia 2008 15:00 | ÍF Fuglafjørður · Balazs Sinko 60' | 1:00:0 | Skála ÍF | Fløtugerði, Fuglafjørður Sędzia: Jens Petur Brattalíð |
|                        |                                    |        |          |                                                       |

#### 3. kolejka
| 10 kwietnia 2008 18:00 | B36 Tórshavn · Klæmint Matras 3' | 1:1 | NSÍ Runavík · 10' Jónhard Frederiksberg | Gundadalur, Tórshavn Sędzia: Eiler Rasmussen |
|                        |                                  |     |                                         |                                              |

| 11 kwietnia 2008 18:00 | Víkingur Gøta | 0:1 | ÍF Fuglafjørður · 28' Frank Poulsen | Sarpugerði, Gøta Sędzia: Lars Müller |
|                        |               |     |                                     |                                      |

| 13 kwietnia 2008 15:00 | EB/Streymur · Arnbjørn Hansen 17' 60' 77' | 3:11:1 | B68 Toftir · 37' Jann Ingi Petersen | Við Márgáir, Streymnes Sędzia: Jens Petur Brattalíð |
|                        |                                           |        |                                     |                                                     |

| 13 kwietnia 2008 15:00 | HB Tórshavn · Hendrik Rubeksen 5' · Fróði Benjaminsen 16' · Andrew av Fløtum 26' | 3:0 | B71 Sandoy | Gundadalur, Tórshavn Sędzia: Rúni Gaardbo |
|                        |                                                                                  |     |            |                                           |

| 13 kwietnia 2008 15:00 | Skála ÍF · Obele Okeke 11' 65' | 2:11:1 | KÍ Klaksvík · 45' Símun Joensen | Mýruhjalla, Skáli Sędzia: Rasin Djurhuus |
|                        |                                |        |                                 |                                          |

#### 4. kolejka
| 25 kwietnia 2008 18:00 | Víkingur Gøta · Atli Gregersen 62' | 1:00:0 | NSÍ Runavík | Sarpugerði, Gøta Sędzia: Eiler Rasmussen |
|                        |                                    |        |             |                                          |

| 27 kwietnia 2008 15:00 | ÍF Fuglafjørður · Sasa Jovanovic 17' · Bartal Eliasen 82' | 2:21:0 | KÍ Klaksvík · 55' Ovi Nysted · 79' Stefan Kalsø | Fløtugerði, Fuglafjørður Sędzia: Rasin Djurhuus |
|                        |                                                           |        |                                                 |                                                 |

| 27 kwietnia 2008 15:00 | B36 Tórshavn · Dmitri Janković 65' | 1:10:1 | EB/Streymur · 23' Hans Pauli Samuelsen | Gundadalur, Tórshavn Sędzia: Petur Reinert |
|                        |                                    |        |                                        |                                            |

| 27 kwietnia 2008 15:00 | B68 Toftir | 0:0 | HB Tórshavn | Svangaskarð, Toftir Sędzia: Jens Petur Brattalíð |
|                        |            |     |             |                                                  |

| 27 kwietnia 2008 15:00 | B71 Sandoy · Høgni Midjord 52' · Vali Miela (s) 81' · Jón Koytu Petersen 90' | 3:10:1 | Skála ÍF · 33' Pætur Dam Jacobsen | Inni í Dal, Sandur Sędzia: Rúni Gaardbo |
|                        |                                                                              |        |                                   |                                         |

#### 5. kolejka
| 30 kwietnia 2008 18:00 | KÍ Klaksvík · Rodrigo Silva 13' · Ovi Nysted 40' | 2:1 | B71 Sandoy · 5' Tummas Olsen | Djúpumýri, Klaksvík Sędzia: Petur Reinert |
|                        |                                                  |     |                              |                                           |

| 30 kwietnia 2008 18:00 | NSÍ Runavík · Óli Hansen 65' 85' 90+1' | 3:20:1 | ÍF Fuglafjørður · 45+2' Nenad Saric · 89'Bartal Eliasen | Við Løkin, Runavík Sędzia: Rúni Gaardbo |
|                        |                                        |        |                                                         |                                         |

| 30 kwietnia 2008 18:30 | Skála ÍF | 0:1 | B68 Toftir · 18' Arnold Berg (s) | Mýruhjalla, Skáli Sędzia: Lars Müller |
|                        |          |     |                                  |                                       |

| 30 kwietnia 2008 18:00 | HB Tórshavn | 0:0 | B36 Tórshavn | Gundadalur, Tórshavn Sędzia: Jens Petur Brattalíð |
|                        |             |     |              |                                                   |

| 30 kwietnia 2008 18:00 | EB/Streymur · Høgni Zachariasen 9' · Arnbjørn Hansen 27' · Hans Pauli Samuelsen 65' | 3:12:1 | Víkingur Gøta · 44' Arnbjørn Hansen (s) | Við Márgáir, Streymnes Sędzia: Rasin Djurhuus |
|                        |                                                                                     |        |                                         |                                               |

#### 6. kolejka
| 4 maja 2008 15:00 | B68 Toftir · Jóan Símun Edmundsson 80' | 1:10:0 | KÍ Klaksvík · 69' Heðin á Lakjuni | Svangaskarð, Toftir Sędzia: Eiler Rasmussen |
|                   |                                        |        |                                   |                                             |

| 4 maja 2008 15:00 | ÍF Fuglafjørður · Bartal Eliasen 8' 22' · Nenad Saric 57' | 3:12:0 | B71 Sandoy · 75' Wellington Soares | Fløtugerði, Fuglafjørður Sędzia: Rasin Djurhuus |
|                   |                                                           |        |                                    |                                                 |

| 4 maja 2008 15:00 | B36 Tórshavn | 0:0 | Skála ÍF | Gundadalur, Tórshavn Sędzia: Lars Müller |
|                   |              |     |          |                                          |

| 5 maja 2008 18:00 | NSÍ Runavík · Hanus Eliasen 33' · Arnbjørn Hansen 57' | 0:20:1 | EB/Streymur | Við Løkin, Runavík Sędzia: Petur Reinart |
|                   |                                                       |        |             |                                          |

| 6 maja 2008 19:00 | Víkingur Gøta | 0:0 | HB Tórshavn | Sarpugerði, Gøta Sędzia: Rúni Gaardbo |
|                   |               |     |             |                                       |

#### 7. kolejka
| 17 maja 2008 17:00 | Skála ÍF · Alin Balutoiu 61' | 1:10:0 | Víkingur Gøta · 76' Andrias Olsen | Mýruhjalla, Skáli Sędzia: Rasin Djurhuus |
|                    |                              |        |                                   |                                          |

| 18 maja 2008 15:00 | EB/Streymur · Hans Pauli Samuelsen 47' · Arnbjørn Hansen 50' · Bárður Olsen 77' | 3:20:2 | ÍF Fuglafjørður · 34' Frank Poulsen · 40' Sasa Jovanovic | Við Márgáir, Streymnes Sędzia: Dagfinn Olsen |
|                    |                                                                                 |        |                                                          |                                              |

| 18 maja 2008 15:00 | HB Tórshavn · Jákup á Borg 45' · Christian Høgni Jacobsen 68' 84' | 3:01:0 | NSÍ Runavík | Gundadalur, Tórshavn Sędzia: Lars Müller |
|                    |                                                                   |        |             |                                          |

| 18 maja 2008 15:00 | KÍ Klaksvík · Heðin á Lakjuni 20' · Rodrigo Silva 61' | 2:11:0 | B36 Tórshavn · 75' Klæmint Matras | Djúpumýri, Klaksvík Sędzia: Eiler Rasmussen |
|                    |                                                       |        |                                   |                                             |

| 18 maja 2008 15:00 | B71 Sandoy | 0:1 | B68 Toftir · 14' Jann Ingi Petersen | Inni í Dal, Sandur Sędzia: Petur Reinert |
|                    |            |     |                                     |                                          |

#### 8. kolejka
| 23 maja 2008 19:00 | Víkingur Gøta · Símun Louis Jacobsen 17' · Andrias Olsen 66' · Alvuur Christiansen 89' | 3:31:2 | KÍ Klaksvík · 2' John Hammer · 34' 51' Rodrigo Silva | Sarpugerði, Gøta Sędzia: Lars Müller |
|                    |                                                                                        |        |                                                      |                                      |

| 25 maja 2008 15:00 | ÍF Fuglafjørður · Høgni Madsen 62' | 1:30:2 | B68 Toftir · 8' Ndende Adama Gueye · 16' 76' Ahmed Keita | Fløtugerði, Fuglafjørður Sędzia: Dagfinn Olsen |
|                    |                                    |        |                                                          |                                                |

| 25 maja 2008 15:00 | B36 Tórshavn · Hanus Thorleifsson 17' | 1:0 | B71 Sandoy | Gundadalur, Tórshavn Sędzia: Rasin Djurhuus |
|                    |                                       |     |            |                                             |

| 25 maja 2008 15:00 | EB/Streymur · Hans Pauli Samuelsen 6' · Arnbjørn Hansen 90+3' | 2:11:0 | HB Tórshavn · 56' Andrew av Fløtum | Við Márgáir, Streymnes Sędzia: Petur Reinert |
|                    |                                                               |        |                                    |                                              |

| 25 maja 2008 15:00 | NSÍ Runavík · Jónhard Frederiksberg 23' · Øssur Dalbúð 55' | 2:21:0 | Skála ÍF · 86' Alexandur Johansen · 90+1' Arnhold Berg | Við Løkin, Runavík Sędzia: Rúni Gaardbo |
|                    |                                                            |        |                                                        |                                         |

#### 9. kolejka
| 28 maja 2008 19:00 | HB Tórshavn · Christian Jacobsen 26' 73' · Andrew av Fløtum 32' | 3:22:1 | ÍF Fuglafjørður · 5' Sasa Jovanovic · 87' Atli Petersen | Gundadalur, Tórshavn Sędzia: Eiler Rasmussen |
|                    |                                                                 |        |                                                         |                                              |

| 28 maja 2008 18:00 | Skála ÍF | 0:1 | EB/Streymur · 43' Hanus Eliasen | Mýruhjalla, Skáli Sędzia: Rúni Gaardbo |
|                    |          |     |                                 |                                        |

| 28 maja 2008 19:00 | KÍ Klaksvík · Rodrigo Silva 79' | 1:10:1 | NSÍ Runavík · 21' Øssur Dalbúð | Djúpumýri, Klaksvík Sędzia: Petur Reinert |
|                    |                                 |        |                                |                                           |

| 28 maja 2008 19:00 | B71 Sandoy | 0:50:2 | Víkingur Gøta · 21' 70' Sølvi Vatnhamar · 29' Andrias Olsen · 83' Magnus Skoralíð · 89' Martin Olsen | Inni í Dal, Sandur Sędzia: Dagfinn Olsen |
|                    |            |        | |                                          |

| 28 maja 2008 19:00 | B68 Toftir | 0:10:0 | B36 Tórshavn · 89' Bergur Midjord | Svangaskarð, Toftir Sędzia: Páll Aug |
|                    |            |        |                                   |                                      |

#### Podsumowanie
| GOŚCIE GOSPODARZE | B36 | B68 | B71 | EB/Str. | HB  | ÍF  | KÍ  | NSÍ | Skála | Víkingur |
| ----------------- | --- | --- | --- | ------- | --- | --- | --- | --- | ----- | -------- |
| B36 Tórshavn      | x   | x   | 1-0 | 1-1     | x   | 4-0 | x   | 1-1 | 0-0   | 2-1      |
| B68 Toftir        | 0-1 | x   | x   | x       | 0-0 | x   | 1-1 | 0-2 | x     | x        |
| B71 Sandoy        | x   | 0-1 | x   | 2-2     | x   | x   | x   | x   | 3-1   | 0-5      |
| EB/Streymur       | x   | 3-1 | x   | x       | 2-1 | 3-2 | 4-0 | x   | x     | 3-1      |
| HB Tórshavn       | 0-0 | x   | 3-0 | x       | x   | 3-2 | x   | 3-0 | 8-1   | x        |
| ÍF Fuglafjørður   | x   | 1-3 | 3-1 | x       | x   | x   | 2-2 | x   | 1-0   | x        |
| KÍ Klaksvík       | 2-1 | x   | 2-1 | x       | 1-2 | x   | x   | 1-1 | x     | x        |
| NSÍ Runavík       | x   | x   | 2-1 | 0-2     | x   | 3-1 | x   | x   | 2-2   | x        |
| Skála             | x   | 0-1 | x   | 0-1     | x   | x   | 2-1 | x   | x     | 1-1      |
| Víkingur Gøta     | x   | 4-1 | x   | x       | 0-0 | 0-1 | 3-3 | 1-0 | x     | x        |

| Poz. | Klub            | M | Pkt. | Mecze | Mecze | Mecze | Bramki | Bramki |
| Poz. | Klub            | M | Pkt. | zw.   | rem.  | por.  | zdob.  | str.   |
| ---- | --------------- | - | ---- | ----- | ----- | ----- | ------ | ------ |
| 1    | EB/Streymur     | 9 | 23   | 7     | 2     | 0     | 21     | 8      |
| 2    | HB Tórshavn     | 9 | 18   | 5     | 3     | 1     | 20     | 6      |
| 3    | B36 Tórshavn    | 9 | 16   | 4     | 4     | 1     | 11     | 5      |
| 4    | Víkingur Gøta   | 9 | 12   | 3     | 3     | 3     | 16     | 11     |
| 5    | NSÍ Runavík     | 9 | 12   | 3     | 3     | 3     | 11     | 13     |
| 6    | B68 Toftir      | 9 | 11   | 3     | 2     | 4     | 8      | 12     |
| 7    | KÍ Klaksvík     | 9 | 10   | 2     | 4     | 3     | 13     | 17     |
| 8    | ÍF Fuglafjørður | 9 | 10   | 3     | 1     | 5     | 14     | 19     |
| 9    | Skála ÍF        | 9 | 6    | 1     | 3     | 5     | 6      | 19     |
| 10   | B71 Sandoy      | 9 | 4    | 1     | 1     | 7     | 8      | 19     |

### 2. część

#### 10. kolejka
| 8 czerwca 2008 15:00 | KÍ Klaksvík | 0:0 | Skála ÍF | Djúpumýri, Klaksvík Sędzia: Lars Müller |
|                      |             |     |          |                                         |

| 8 czerwca 2008 15:00 | ÍF Fuglafjørður | 0:30:2 | NSÍ Runavík · 26' 85' Hjalgrím Elttør · 34' Milan Pegcic | Fløtugerði, Fuglafjørður Sędzia: Petur Reinert |
|                      |                 |        |                                                          |                                                |

| 8 czerwca 2008 15:00 | B71 Sandoy · Gudmund Nielsen 47' 56' | 2:20:2 | HB Tórshavn · 15' 40' Páll Joensen | Inni í Dal, Sandur Sędzia: Jens Petur Brattalíð |
|                      |                                      |        |                                    |                                                 |

| 8 czerwca 2008 15:00 | B36 Tórshavn · Karoly Potemkin 24' 81' · Bergur Midjord 53' | 3:01:0 | Víkingur Gøta | Gundadalur, Tórshavn Sędzia: Dagfinn Olsen |
|                      |                                                             |        |               |                                            |

| 9 czerwca 2008 18:00 | B68 Toftir · Arnbjørn Hansen 14' 51' · Bárður Olsen 53' | 0:30:1 | EB/Streymur | Svangaskarð, Toftir Sędzia: Eiler Rasmussen |
|                      |                                                         |        |             |                                             |

#### 11. kolejka
| 18 czerwca 2008 18:00 | EB/Streymur · Bárður Olsen 32' · Johannes Nielsen (s) 67' | 2:11:0 | B71 Sandoy · 90+1' Clayton Soarnes | Við Márgáir, Streymnes Sędzia: Dagfinn Olsen |
|                       |                                                           |        |                                    |                                              |

| 18 czerwca 2008 18:00 | Víkingur Gøta · Zoltán Bukszegi 57' 90' | 2:00:0 | ÍF Fuglafjørður | Sarpugerði, Gøta Sędzia: Rasin Djurhuus |
|                       |                                         |        |                 |                                         |

| 18 czerwca 2008 18:00 | HB Tórshavn | 0:10:0 | KÍ Klaksvík · 48' Rodrigo Silva | Gundadalur, Tórshavn Sędzia: Páll Aug |
|                       |             |        |                                 |                                       |

| 18 czerwca 2008 18:00 | Skála ÍF | 0:0 | B36 Tórshavn | Mýruhjalla, Skáli Sędzia: Lars Müller |
|                       |          |     |              |                                       |

| 19 czerwca 2008 19:00 | NSÍ Runavík · Øssur Dalbúð 35' · Óli Hansen 90+2' | 2:01:0 | B68 Toftir | Við Løkin, Runavík Sędzia: Eiler Rasmussen |
|                       |                                                   |        |            |                                            |

#### 12. kolejka
| 22 czerwca 2008 15:00 | KÍ Klaksvík · Kristoffur Jacobsen 9' · Milic Curcic 60' | 2:31:1 | EB/Streymur · 4' 90+1' Hans Pauli Samuelsen · 75' Arnbjørn Hansen | Djúpumýri, Klaksvík Sędzia: Petur Reinert |
|                       |                                                         |        |                                                                   |                                           |

| 22 czerwca 2008 15:00 | B71 Sandoy | 0:20:1 | NSÍ Runavík · 5' Johan Davidsen · 56' Milan Pejcic | Inni í Dal, Sandur Sędzia: Lars Müller |
|                       |            |        |                                                    |                                        |

| 22 czerwca 2008 15:00 | B68 Toftir · Jann Ingi Petersen 36' | 1:0 | Víkingur Gøta | Svangaskarð, Toftir Sędzia: Dagfinn Olsen |
|                       |                                     |     |               |                                           |

| 23 czerwca 2008 18:30 | B36 Tórshavn · Áki Petersen (s) 76' | 1:10:1 | ÍF Fuglafjørður · 17' Nenad Saric | Gundadalur, Toftir Sędzia: Eiler Rasmussen |
|                       |                                     |        |                                   |                                            |

| 25 czerwca 2008 18:00 | Skála ÍF · Vagnur Mortensen (s) 54' | 1:20:2 | HB Tórshavn · 22' Páll Joensen · 41' Jákup á Borg | Mýruhjalla, Skáli Sędzia: Rúni Gaardbo |
|                       |                                     |        |                                                   |                                        |

#### 13. kolejka
| 28 czerwca 2008 18:00 | NSÍ Runavík · Bogi Løkin 20' 90' · Jóhan Davidsen 45' | 3:12:0 | B36 Tórshavn · 80' Magnus Olsen | Við Løkin, Runavík Sędzia: Rasin Djurhuus |
|                       |                                                       |        |                                 |                                           |

| 29 czerwca 2008 17:00 | Víkingur Gøta · Zoltán Bukszegi 10' · Andrias Olsen 23' | 2:0 | EB/Streymur | Sarpugerði, Gøta Sędzia: Eiler Rasmussen |
|                       |                                                         |     |             |                                          |

| 29 czerwca 2008 15:00 | B71 Sandoy · Gudmund Nielsen 39' 68' | 2:01:0 | KÍ Klaksvík | Inni í Dal, Sandur Sędzia: Rúni Gaardbo |
|                       |                                      |        |             |                                         |

| 30 czerwca 2008 19:00 | B68 Toftir · Sjúrður Djurhuus 24' · Pætur Dam Jacobsen 87' | 0:20:1 | Skála ÍF | Svangaskarð, Toftir Sędzia: Rasin Djurhuus |
|                       |                                                            |        |          |                                            |

| 2 lipca 2008 18:30 | ÍF Fuglafjørður · Bartal Eliasen 62' | 1:00:0 | HB Tórshavn | Fløtugerði, Fuglafjørður Sędzia: Lars Müller |
|                    |                                      |        |             |                                              |

#### 14. kolejka
| 4 lipca 2008 19:00 | NSÍ Runavík · Øssur Dalbúð 4' | 1:31:0 | Víkingur Gøta · 75' Niclas Niclasen · 78' Erling Jacobsen · 80' Andrias Olsen | Við Løkin, Runavík Sędzia: Eiler Rasmussen |
|                    |                               |        |                                                                               |                                            |

| 5 lipca 2008 17:00 | ÍF Fuglafjørður · Nenad Saric 64' · Debes Danielsen 75' | 2:00:0 | EB/Streymur | Fløtugerði, Fuglafjørður Sędzia: Dagfinn Olsen |
|                    |                                                         |        |             |                                                |

| 6 lipca 2008 15:00 | Skála ÍF | 0:10:0 | B71 Sandoy · 80' Símin Hansen | Mýruhjalla, Skáli Sędzia: Petur Reinert |
|                    |          |        |                               |                                         |

| 6 lipca 2008 15:00 | KÍ Klaksvík · Rodrigo Silva 5' 23' | 2:0 | B36 Tórshavn | Djúpumýri, Klaksvík Sędzia: Dag Vidar Hafsås |
|                    |                                    |     |              |                                              |

| 6 lipca 2008 15:00 | HB Tórshavn · Jákup á Borg 26' · Fróði Benjaminsen 47' · Andrew av Fløtum 62' 64' 81' | 5:01:0 | B68 Toftir | Gundadalur, Tórshavn Sędzia: Lars Müller |
|                    |                                                                                       |        |            |                                          |

#### 15. kolejka
| 10 lipca 2008 19:00 | NSÍ Runavík · Jóhan Davidsen 65' | 1:00:0 | HB Tórshavn | Við Løkin, Runavík Sędzia: Petur Reinert |
|                     |                                  |        |             |                                          |

| 12 lipca 2008 14:30 | B68 Toftir | 0:30:0 | B71 Sandoy · 68' 89' Wellington Soares · 86' Høgni Midjord | Svangaskarð, Toftir Sędzia: Einar Örn Danielson |
|                     |            |        |                                                            |                                                 |

| 13 lipca 2008 15:00 | Víkingur Gøta · Zoltán Bükszegi 8' · Andreas Olsen 56' | 2:11:0 | Skála ÍF · 90' Arnhold Berg | Sarpugerði, Gøta Sędzia: Rúni Gaardbo |
|                     |                                                        |        |                             |                                       |

| 13 lipca 2008 15:00 | ÍF Fuglafjørður · Debes Danielsen 24' | 1:0 | KÍ Klaksvík | Fløtugerði, Fuglafjørður Sędzia: Eiler Rasmussen |
|                     |                                       |     |             |                                                  |

| 13 lipca 2008 15:00 | B36 Tórshavn · Hanus Thorleifsson 10' 45' | 2:12:0 | EB/Streymur · Súni Olsen (s) | Gundadalur, Tórshavn Sędzia: Rasin Djurhuus |
|                     |                                           |        |                              |                                             |

#### 16. kolejka
| 6 sierpnia 2008 19:00 | EB/Streymur · Arnbjørn Hansen 58' · Hans Samuelsen 63' | 2:00:0 | NSÍ Runavík | Við Márgáir, Streymnes Sędzia: Páll Aug |
|                       |                                                        |        |             |                                         |

| 6 sierpnia 2008 19:00 | HB Tórshavn · Vagnur Mortensen 46' | 1:10:0 | Víkingur Gøta · 80' Zoltan Bukszegi | Gundadalur, Tórshavn Sędzia: Dagfinn Olsen |
|                       |                                    |        |                                     |                                            |

| 6 sierpnia 2008 19:00 | KÍ Klaksvík | 0:10:0 | B68 Toftir · 90' Jóan Edmundsson | Djúpumýri, Klaksvík Sędzia: Rasin Djurhuus |
|                       |             |        |                                  |                                            |

| 6 sierpnia 2008 19:00 | Skála ÍF · Bogi Gregersen 8' 11' · Áki Petersen (s) 67' | 3:22:1 | ÍF Fuglafjørður · 4' Helgi Petersen · 62' Bartal Eliasen | Mýruhjalla, Skáli Sędzia: Rúni Gaardbo |
|                       |                                                         |        |                                                          |                                        |

| 6 sierpnia 2008 19:15 | B71 Sandoy | 0:1 | B36 Tórshavn · 28' Klæmint Matras | Inni í Dal, Sandur Sędzia: Lars Müller |
|                       |            |     |                                   |                                        |

#### 17. kolejka
| 10 sierpnia 2008 15:00 | B36 Tórshavn · Klæmint Matras 27' · Hanus Thorleifsson 36' | 2:0 | HB Tórshavn | Gundadalur, Tórshavn Sędzia: Petur Reinert |
|                        |                                                            |     |             |                                            |

| 10 sierpnia 2008 15:00 | EB/Streymur · Arnbjørn Hansen 45' 75' · Bárður Olsen 70' | 3:01:0 | Skála ÍF | Við Márgáir, Streymnes Sędzia: Lars Müller |
|                        |                                                          |        |          |                                            |

| 10 sierpnia 2008 15:00 | NSÍ Runavík · Bogi Løkin 50' · Jan Andreasen (s) 70' | 2:40:0 | KÍ Klaksvík · 46' Bjarni Jørgensen · 66' Rógvi Jacobsen · 77' Rodrigo Silva · 90' Joe Zewe | Við Løkin, Runavík Sędzia: Rasin Djurhuus |
|                        |                                                      |        |                                                                                            |                                           |

| 10 sierpnia 2008 15:00 | Víkingur Gøta · Erling Jacobsen 25' · Símin Hansen (s) 67' | 2:21:1 | B71 Sandoy · 27' Patrick Sunday Okoro · 65' Mikkjal Hentze | Sarpugerði, Gøta Sędzia: Páll Aug |
|                        |                                                            |        |                                                            |                                   |

| 11 sierpnia 2008 19:00 | ÍF Fuglafjørður · Andy Olsen 90' | 1:30:2 | B68 Toftir · 25' 37' Brian Andresen · 81' Jóan Edmundsson | Fløtugerði, Fuglafjørður Sędzia: Dagfinn Olsen |
|                        |                                  |        |                                                           |                                                |

#### 18. kolejka
| 17 sierpnia 2008 15:00 | B68 Toftir · Jóan Edmundsson 75' | 1:00:0 | B36 Tórshavn | Svangaskarð, Toftir Sędzia: Rasin Djurhuus |
|                        |                                  |        |              |                                            |

| 17 sierpnia 2008 15:00 | B71 Sandoy · Clayton Soarnes 75' 87' | 2:10:0 | ÍF Fuglafjørður · 63' Andy Olsen | Inni í Dal, Sandur Sędzia: Petur Reinert |
|                        |                                      |        |                                  |                                          |

| 17 sierpnia 2008 15:00 | HB Tórshavn · Hendrik Rubeksen 19' · Rókur Jespersen 56' | 2:01:0 | EB/Streymur | Gundadalur, Tórshavn Sędzia: Dagfinn Olsen |
|                        |                                                          |        |             |                                            |

| 17 sierpnia 2008 15:00 | KÍ Klaksvík · Heðin á Lakjuni 19' | 1:20:1 | Víkingur Gøta · 43' 90' Sam Jacobsen | Djúpumýri, Klaksvík Sędzia: Rúni Gaardbo |
|                        |                                   |        |                                      |                                          |

| 17 sierpnia 2008 15:00 | Skála ÍF · Alexandur Johansen 9' | 1:11:0 | NSÍ Runavík · 50' Bogi Løkin | Mýruhjalla, Skáli Sędzia: Georg Rasmussen |
|                        |                                  |        |                              |                                           |

#### Podsumowanie
| GOŚCIE GOSPODARZE | B36 | B68 | B71 | EB/Str. | HB  | ÍF  | KÍ  | NSÍ | Skála | Víkingur |
| ----------------- | --- | --- | --- | ------- | --- | --- | --- | --- | ----- | -------- |
| B36 Tórshavn      | x   | x   | x   | 2-1     | 2-0 | 1-1 | x   | x   | x     | 3-0      |
| B68 Toftir        | x   | x   | 0-3 | 0-3     | 1-0 | x   | x   | x   | 0-2   | 1-0      |
| B71 Sandoy        | 0-1 | x   | x   | x       | 2-2 | 2-1 | 2-0 | 0-2 | x     | x        |
| EB/Streymur       | x   | x   | 2-1 | x       | x   | x   | 4-2 | 2-0 | 3-0   | x        |
| HB Tórshavn       | x   | 5-0 | x   | 2-0     | x   | x   | 0-1 | x   | 6-1   | 1-1      |
| ÍF Fuglafjørður   | 1-0 | 1-3 | x   | 2-0     | 1-0 | x   | 1-0 | 0-3 | x     | x        |
| KÍ Klaksvík       | 2-0 | 0-1 | x   | 2-3     | x   | x   | x   | x   | 0-0   | 1-2      |
| NSÍ Runavík       | 3-1 | 2-0 | 3-0 | x       | 1-0 | x   | 2-4 | x   | x     | 1-3      |
| Skála             | 0-0 | x   | 0-1 | x       | 1-2 | 3-2 | x   | 1-1 | x     | x        |
| Víkingur Gøta     | x   | 0-1 | 2-2 | 2-0     | x   | 2-0 | x   | x   | 2-1   | x        |

| Poz. | Klub            | M  | Pkt. | Mecze | Mecze | Mecze | Bramki | Bramki |
| Poz. | Klub            | M  | Pkt. | zw.   | rem.  | por.  | zdob.  | str.   |
| ---- | --------------- | -- | ---- | ----- | ----- | ----- | ------ | ------ |
| 1    | EB/Streymur     | 18 | 38   | 12    | 2     | 4     | 37     | 17     |
| 2    | B36 Tórshavn    | 18 | 30   | 8     | 6     | 4     | 21     | 13     |
| 3    | HB Tórshavn     | 18 | 29   | 8     | 5     | 5     | 32     | 15     |
| 4    | Víkingur Gøta   | 18 | 29   | 8     | 5     | 5     | 30     | 21     |
| 5    | NSÍ Runavík     | 18 | 28   | 8     | 4     | 6     | 26     | 24     |
| 6    | B68 Toftir      | 18 | 23   | 7     | 2     | 9     | 14     | 28     |
| 7    | KÍ Klaksvík     | 18 | 20   | 5     | 5     | 8     | 23     | 28     |
| 8    | ÍF Fuglafjørður | 18 | 20   | 7     | 2     | 9     | 23     | 33     |
| 9    | B71 Sandoy      | 18 | 18   | 5     | 3     | 10    | 21     | 29     |
| 10   | Skála ÍF        | 18 | 15   | 3     | 6     | 9     | 15     | 29     |

### 3. część

#### 19. kolejka
| 27 sierpnia 2008 19:00 | EB/Streymur · Arnbjørn Hansen 20' 66' · Hans Samuelsen 71' 72' | 4:21:0 | KÍ Klaksvík · 87' Álvur Christiansen · 90+3' Rógvi Jacobsen | Við Márgáir, Streymnes Sędzia: Petur Reinert |
|                        |                                                                |        |                                                             |                                              |

| 27 sierpnia 2008 18:30 | Víkingur Gøta | 0:10:0 | B68 Toftir · 52' Brian Andresen | Sarpugerði, Gøta Sędzia: Dagfinn Olsen |
|                        |               |        |                                 |                                        |

| 27 sierpnia 2008 18:30 | ÍF Fuglafjørður · Nenad Saric 32' | 1:0 | B36 Tórshavn | Fløtugerði, Fuglafjørður Sędzia: Rasin Djurhuus |
|                        |                                   |     |              |                                                 |

| 27 sierpnia 2008 18:00 | HB Tórshavn · Andrew av Fløtum 6' 30' 46' · Jóhan Mouritsen 66' · Hendrik Rubeksen 76' 84' | 6:12:0 | Skála ÍF · 80' Jónhard Frederiksberg | Gundadalur, Tórshavn Sędzia: Rúni Gaardbo |
|                        |                                                                                            |        |                                      |                                           |

| 27 sierpnia 2008 18:00 | NSÍ Runavík · Karoly Potemkin 18' · Acu Pandurovic 25' · Hjalgrím Elttør 64' | 3:02:0 | B71 Sandoy | Við Løkin, Runavík Sędzia: Lars Müller |
|                        |                                                                              |        |            |                                        |

#### 20. kolejka
| 24 sierpnia 2008 15:00 | ÍF Fuglafjørður · Atli Gregersen (s) 27' | 1:31:1 | Víkingur Gøta · 40' Zoltan Bukszegi · 48' Hans Djurhuus · 80' Andrias Olsen | Fløtugerði, Fuglafjørður Sędzia: Lars Müller |
|                        |                                          |        |                                                                             |                                              |

| 24 sierpnia 2008 15:00 | B36 Tórshavn · Klæmint Matras 3' · Jákup á Borg 68' | 2:11:1 | Skála ÍF · 2' Poul Poulsen | Gundadalur, Tórshavn Sędzia: Rúni Gaardbo |
|                        |                                                     |        |                            |                                           |

| 24 sierpnia 2008 15:00 | B71 Sandoy · Símin Hansen 31' | 1:21:0 | EB/Streymur · 51' Arnbjørn Hansen · 57' Egil á Bø | Inni í Dal, Sandur Sędzia: Georg Rasmussen |
|                        |                               |        |                                                   |                                            |

| 24 sierpnia 2008 15:00 | B68 Toftir | 0:1 | NSÍ Runavík · 24' Karoly Potemkin | Svangaskarð, Toftir Sędzia: Petur Reinert |
|                        |            |     |                                   |                                           |

| 24 sierpnia 2008 15:00 | KÍ Klaksvík | 0:0 | HB Tórshavn | Djúpumýri, Klaksvík Sędzia: Dagfinn Olsen |
|                        |             |     |             |                                           |

#### 21. kolejka
| 31 sierpnia 2008 19:00 | EB/Streymur · Sorin Anghel 31' · Hans Samuelsen 39' | 2:1 | B68 Toftir · 17' Ahmed Keita | Við Márgáir, Streymnes Sędzia: Rasin Djurhuus |
|                        |                                                     |     |                              |                                               |

| 31 sierpnia 2008 15:00 | NSÍ Runavík · Karoly Potemkin 22' · Øssur Dalbúð 34' · Hjalgrím Elttør 60' | 3:22:0 | ÍF Fuglafjørður · 85' Høgni Madsen · 90+3' Andy Olsen | Við Løkin, Runavík Sędzia: Petur Reinert |
|                        |                                                                            |        |                                                       |                                          |

| 31 sierpnia 2008 15:00 | HB Tórshavn · Kári Nielsen 26' · Andrew av Fløtum 45' · Páll Joensen 55' 61' · Milan Kulic 77' · Rógvi Poulsen 87' | 6:02:0 | B71 Sandoy | Gundadalur, Tórshavn Sędzia: Georg Rasmussen |
|                        | |        |            |                                              |

| 31 sierpnia 2008 15:00 | Víkingur Gøta · Sam Jacobsen 11' | 1:2 | B36 Tórshavn · 2' Hanus Thorleifsson · 29' Jákup á Borg | Sarpugerði, Gøta Sędzia: Eiler Rasmussen |
|                        |                                  |     |                                                         |                                          |

| 1 września 2008 19:00 | Skála ÍF · Bogi Gregersen 44' | 1:0 | KÍ Klaksvík | Mýruhjalla, Skáli Sędzia: Dagfinn Olsen |
|                       |                               |     |             |                                         |

#### 22. kolejka
| 14 września 2008 15:00 | B36 Tórshavn · Sam Malson 49' | 1:00:0 | KÍ Klaksvík | Gundadalur, Tórshavn Sędzia: Petur Reinert |
|                        |                               |        |             |                                            |

| 14 września 2008 15:00 | B68 Toftir · Dánial Højgaard 46' · Brian Andresen 88' | 2:10:0 | HB Tórshavn · 86' Andrew av Fløtum | Svangaskarð, Toftir Sędzia: Lars Müller |
|                        |                                                       |        |                                    |                                         |

| 14 września 2008 15:00 | Víkingur Gøta · Símun Jacobsen 64' · Atli Gregersen 80' | 2:10:0 | NSÍ Runavík · 62' Øssur Dalbúð | Sarpugerði, Gøta Sędzia: Rasin Djurhuus |
|                        |                                                         |        |                                |                                         |

| 14 września 2008 15:00 | B71 Sandoy · Clayton Soarnes 90+1' | 1:00:0 | Skála ÍF | Inni í Dal, Sandur Sędzia: Dagfinn Olsen |
|                        |                                    |        |          |                                          |

| 15 września 2008 17:30 | EB/Streymur | 0:1 | ÍF Fuglafjørður · 11' Bartal Eliasen | Við Márgáir, Streymnes Sędzia: Eiler Rasmussen |
|                        |             |     |                                      |                                                |

#### 23. kolejka
| 21 września 2008 15:00 | HB Tórshavn · Vagnur Mortensen 78' · Hendrik Rubeksen 90' | 2:00:0 | ÍF Fuglafjørður | Gundadalur, Tórshavn Sędzia: Dagfinn Olsen |
|                        |                                                           |        |                 |                                            |

| 21 września 2008 15:00 | EB/Streymur · Sorin Anghel 47' 50' | 2:10:0 | Víkingur Gøta · 90' Kaj Ennigarð | Við Márgáir, Streymnes Sędzia: Rúni Gaardbo |
|                        |                                    |        |                                  |                                             |

| 21 września 2008 15:00 | KÍ Klaksvík · Heðin á Lakjuni 28' · Jan Andreasen 77' | 2:11:0 | B71 Sandoy · 47' Kristoffur Jacobsen (s) | Djúpumýri, Klaksvík Sędzia: Eiler Rasmussen |
|                        |                                                       |        |                                          |                                             |

| 21 września 2008 15:00 | Skála ÍF · Pætur Jacobsen 85' | 1:20:1 | B68 Toftir · 37' Jann Ingi Petersen · 47' Ahmed Keita | Mýruhjalla, Skáli Sędzia: Petur Reinert |
|                        |                               |        |                                                       |                                         |

| 21 września 2008 15:00 | NSÍ Runavík · Hjalgrím Elttør 53' | 1:00:0 | B36 Tórshavn | Við Løkin, Runavík Sędzia: Lars Müller |
|                        |                                   |        |              |                                        |

#### 24. kolejka
| 27 września 2008 15:00 | ÍF Fuglafjørður · Bartal Eliasen 86' | 1:10:1 | Skála ÍF · 30' Pauli Hansen | Fløtugerði, Fuglafjørður Sędzia: Páll Aug |
|                        |                                      |        |                             |                                           |

| 27 września 2008 15:00 | B68 Toftir · Ove Nysted (s) 82' | 1:00:0 | KÍ Klaksvík | Svangaskarð, Toftir Sędzia: Rasin Djurhuus |
|                        |                                 |        |             |                                            |

| 28 września 2008 15:00 | NSÍ Runavík · Karoly Potemkin 55' 60' | 2:20:1 | EB/Streymur · 44' 90+3' Høgni Zachariassen | Við Løkin, Runavík Sędzia: Georg Rasmussen |
|                        |                                       |        |                                            |                                            |

| 28 września 2008 15:00 | Víkingur Gøta · Símun Jacobsen 11' · Kaj Ennigarð 70' · Hans á Lag (s) 86' | 3:41:2 | HB Tórshavn · 3' Páll Joensen · 28' 83' Rasmus Nolsøe · 48' Fróði Benjaminsen | Sarpugerði, Gøta Sędzia: Dagfinn Olsen |
|                        |                                                                            |        |                                                                               |                                        |

| 28 września 2008 15:00 | B36 Tórshavn · Sam Malson 11' | 1:0 | B71 Sandoy | Gundadalur, Tórshavn Sędzia: Rúni Gaardbo |
|                        |                               |     |            |                                           |

#### 25. kolejka
| 5 października 2008 15:00 | B71 Sandoy · Clayton Soarnes 43' 61' | 2:21:1 | B68 Toftir · 45' Dánial Højgaard · 48' Fabio Vieira (s) | Inni í Dal, Sandur Sędzia: Petur Reinert |
|                           |                                      |        |                                                         |                                          |

| 5 października 2008 15:00 | Skála ÍF · Bogi Gregersen 52' | 1:20:0 | Víkingur Gøta · 60' Pætur Jacobsen (s) · 65' Sam Jacobsen | Mýruhjalla, Skáli Sędzia: Rasin Djurhuus |
|                           |                               |        |                                                           |                                          |

| 5 października 2008 15:00 | KÍ Klaksvík · Rodrigo Silva 30' 90+1' · Rógvi Jacobsen 48' · Kristoffur Jacobsen 90+3' | 4:21:0 | ÍF Fuglafjørður · 59' Debus Danielsen · 90' Bartal Eliasen | Djúpumýri, Klaksvík Sędzia: Dagfinn Olsen |
|                           |                                                                                        |        |                                                            |                                           |

| 5 października 2008 15:00 | EB/Streymur · Bárður Olsen 26' · Høgni Zachariassen 29' · Hans Pauli Samuelsen 32' · Hanus Eliasen 87' | 4:53:2 | B36 Tórshavn · 10' Ingi Højsted · 16' Hanus Thorleifsson · 53' Jákup á Borg · 75' Dimitri Janković · 80' Sam Malson | Við Márgáir, Streymnes Sędzia: Lars Müller |
|                           | |        | |                                            |

| 5 października 2008 15:00 | HB Tórshavn · Hans á Lag 2' · Fróði Benjaminsen 19' · Rókur av Fløtum Jespersen 89' | 3:12:1 | NSÍ Runavík · 5' Øssur Dalbúð | Gundadalur, Tórshavn Sędzia: Georg Rasmussen |
|                           |                                                                                     |        |                               |                                              |

#### 26. kolejka
| 21 października 2008 16:00 | B68 Toftir | 0:10:0 | ÍF Fuglafjørður · 84' Andy Olsen | Svangaskarð, Toftir Sędzia: Rasin Djurhuus |
|                            |            |        |                                  |                                            |

| 21 października 2008 16:00 | KÍ Klaksvík | 0:1 | NSÍ Runavík · 6' Ári Samson (s) | Djúpumýri, Klaksvík Sędzia: Petur Reinert |
|                            |             |     |                                 |                                           |

| 21 października 2008 16:00 | Skála ÍF · Obele Okeke 60' | 1:30:0 | EB/Streymur · 59' 61' 67' Arnbjørn Hansen | Mýruhjalla, Skáli Sędzia: Dagfinn Olsen |
|                            |                            |        |                                           |                                         |

| 21 października 2008 16:00 | B71 Sandoy | 0:10:0 | Víkingur Gøta · 85' Sam Jacobsen | Inni í Dal, Sandur Sędzia: Bárður Mortensen |
|                            |            |        |                                  |                                             |

| 21 października 2008 16:00 | HB Tórshavn · Andrew av Fløtum 5' · Fróði Benjaminsen 43' 76' | 3:02:0 | B36 Tórshavn | Gundadalur, Tórshavn Sędzia: Eiler Rasmussen |
|                            |                                                               |        |              |                                              |

#### 27. kolejka
| 25 października 2008 | ÍF Fuglafjørður | 0:0 | B71 Sandoy |  |
|                      |                 |     |            |  |

| 25 października 2008 | Víkingur Gøta | 0:0 | KÍ Klaksvík |  |
|                      |               |     |             |  |

| 25 października 2008 | EB/Streymur | 0:0 | HB Tórshavn |  |
|                      |             |     |             |  |

| 25 października 2008 | EB/Streymur · Einar Hansen 68' · Bogi Løkin 85' | 2:00:0 | HB Tórshavn | Við Márgáir, Streymnes |
|                      |                                                 |        |             |                        |

| 25 października 2008 | B36 Tórshavn · Róaldur Jacobsen 65' 90' | 2:10:1 | B68 Toftir · 6' Jann Ingi Petersen | Gundadalur, Tórshavn |
|                      |                                         |        |                                    |                      |